# Варендсваллен
«Варендсваллен» (швед. Värendsvallen) — багатофункціональний стадіон у місті Векше, Швеція, муніципальний спортивний комплекс Векше. 
Стадіон відкритий у 1966 році. У 2003 році реконструйований. До 2011 року мав два поля. Поле із дерев'яними трибунами було знесене під будівництво нової домашньої арени ФК «Естерс» «Мирешегус Арени», яка була відкрита 2012 року. Між стадіонами розташований багатофункціональна спортивна зала, яка приймає змагання із футзалу, легкої атлетики, бадмінтону, сквошу, настільного тенісу, керлінгу, фігурного катання. Також тут проводяться ярмарки. 
Дві трибуни під дахом мають потужність 15 062 глядачі. Навколо поля облаштовано бігові доріжки. Арена приймає футбольні матчі, змагання з легкої атлетики та концерти.
У подальшому поблизу спортивного комплексу планується побудувати торговий центр.